# Бабье (Тверская область)
Бабье — деревня в Спировском районе Тверской области России, входит в состав Выдропужского сельского поселения.

## География
Расположена на берегу реки Тверца в 5 км на север от центра поселения села Выдропужск и в 8 км на запад от районного центра Спирово.

## История

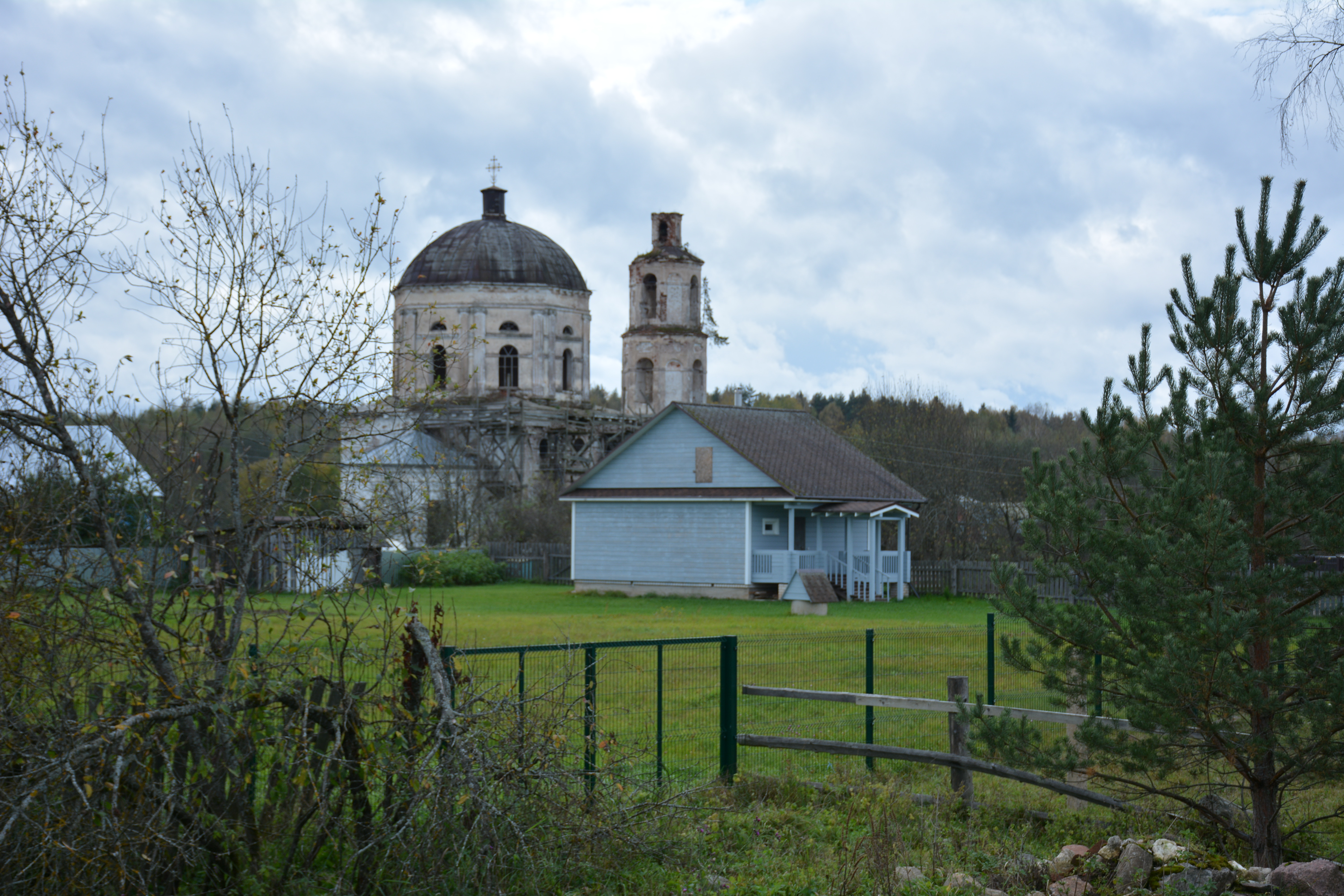
Церковь Николая Чудотворца (1823). 2023 год

В 1823 году в селе была построена каменная Никольская церковь с 2 престолами, метрические книги с 1780 года.
В конце XIX — начале XX века село входило в состав Домославской волости Вышневолоцкого уезда Тверской губернии.
С 1929 года деревня входила в состав Цирибушевского сельсовета Спировского района Тверского округа Московской области, с 1935 года — в составе Калининской области, с 1994 года — в составе Выдропужского сельского округа, с 2005 года — в составе Выдропужского сельского поселения.

## Население
| 1859 | 2002 | 2010 |
| ---- | ---- | ---- |
| 363  | ↘42  | ↗56  |

## Достопримечательности
В деревне расположена недействующая Церковь Николая Чудотворца (1823).
Церковь стала местом съёмок фильма 2023 года «Русский крест».